# Reisen und Entdeckungen der italienischen Seefahrer und Entdecker
Reisen und Entdeckungen der italienischen Seefahrer und Entdecker (mit italienischem Originaltitel: Viaggi e scoperte di navigatori ed esploratori italiani) ist eine italienische große illustrierte Sammlung historischer und geographischer Berichte, die im Verlag Edizioni Alpes in Mailand in den Jahren 1929–1932 erschien. Sie wurde von dem sardischen Gelehrten, Journalisten und Historiker des Risorgimento Rinaldo Caddeo (1881–1956) unter Mitwirkung zahlreicher wissenschaftlicher Fachgelehrter herausgegeben, darunter Roberto Almagià, Gerolamo Bottoni, Filippo de Filippi, Attilio Mori, Giorgio Pullé, Paolo Revelli und anderen.
Die Buchreihe enthält ansonsten oft nur schwer zugängliche Berichte über italienische Entdeckungen und Erkundungen, die von Reisenden in allen Teilen der Welt über einen kontinuierlichen Zeitraum von sieben Jahrhunderten durchgeführt wurden. Darunter Reisende, Entdecker und Seefahrer wie Odorich von Portenau, Marco Polo, Johannes de Plano Carpini, Alvise Cadamosto, Nicolò de’ Conti, Giosafat Barbaro, Kolumbus, Vespucci, Varthema, Corsali, Pigafetta, Carletti, Malaspina, Negri, bis hin zu den jüngeren Afrikaforschern wie Bianchi, Gessi usw. 
Die Bände sind alle mit ausführlichen Einleitungen, Anmerkungen, Bibliographie und mit zahlreichen Tafeln außerhalb des Textes versehen.
Einen berühmten Vorgänger hatte die Reihe in dem 1885 erschienenen Werk Gli illustri viaggiatori italiani con una antologia dei loro scritti (Die berühmten italienischen Reisenden mit einer Anthologie ihrer Schriften) von Pietro Amat di San Filippo.

## Übersicht
- 1 Le Navigazioni atlantiche di Alvise da Ca' da Mosto, Antoniotto Usodimare e Niccoloso da Recco. A cura di Rinaldo Caddeo. Seconda edizione, riveduta e aumentata. 1929.

Atlantische Seereisen von Alvise da Ca' da Mosto, Antoniotto Usodimare und Nicoloso da Recco
- 2 Itinerario di Ludovico de Varthema Bolognese nello Egitto, nella Surria, nella Arabia Deserta e Felice, nella Persia, nella India e nella Etiopia. La fede, el vivere e costumi de tutte le prefate Provincie. A cura di Paolo Giudici. Seconda edizione riveduta. 1929.

Reiseroute von Ludovico de Varthema aus Bologna in Ägypten, Syrien, Arabia Deserta und Felix, Persien, Indien und Äthiopien. Der Glaube, das Leben und die Bräuche aller oben genannten Provinzen.
- 3 Relazione del primo viaggio intorno al mondo di Antonio Pigafetta, seguita dal Roteiro d'un pilota genovese. A cura di Camillo Manfroni. Seconda edizione riveduta. 1929.

Bericht über Antonio Pigafettas erste Weltreise.
- 4 Il Milione di Marco Polo. A cura di Raniero Allulli. Seconda edizione riveduta. 1929.

Der Milione von Marco Polo
- 5 Viaggio a' Tartari di Frate Giovanni da Pian del Carpine (Historia Mongalorum). A cura di Giorgio Pullé. 1929.

Reise zu den Tataren von Bruder Johannes de Plano Carpini (Historia Mongalorum)
- 6 Viaggi in Persia, India e Giava di Nicolò de' Conti, Girolamo Adorno e Girolamo da Santo Stefano. A cura di Mario Longhena. 1929.

Reisen in Persien, Indien und Java von Nicolò de’ Conti, Girolamo Adorno und Girolamo da Santo Stefano
- 7-8 Esplorazioni dell'America equatoriale di Gaetano Osculati. 2 volumi a cura di Gerolamo Bettoni. Vol: I (-II). 1928.

Erkundungen des äquatorialen Amerikas von Gaetano Osculati
- 9 Viaggio Settentrionale di Francesco Negri. A cura di Ennrico Falqui. 1929.

Reise in den Norden von Francesco Negri.
- 10 Sette anni nel Sudan egiziano. Memorie di Romolo Gessi. A cura di A. A. Michieli. 1930.

Sieben Jahre im ägyptischen Sudan. Erinnerungen von Romolo Gessi
- 11-12 Le Historie della Vita e dei Fatti di Cristoforo Colombo per D. Ferdinando Colombo suo figlio. Due volumi a cura di Rinaldo Caddeo. Vol. I (-II). 1930.

Die Geschichten des Lebens und der Taten von Christoph Kolumbus für D. Fernando Kolumbus, seinen Sohn.
- 13-14 L'ultima spedizione africana di Gustavo Bianchi. Diari, Relazioni, Lettere e Documenti editi e inediti. Prefazione dell'Esploratore Ludovico M. Nesbitt. 2 volumi a cura di Carlo Zaghi. Vol. I (-II). 1930.

Gustavo Bianchis letzte Afrika-Expedition. Veröffentlichte und unveröffentlichte Tagebücher, Berichte, Briefe und Dokumente.
- 15 Memorie inedite di Agostino Codazzi sui suoi Viaggi per l'Europa e nelle Americhe (1816-1822). A cura di Mario Longhena. 1930.

Unveröffentlichte Memoiren von Agostino Codazzi über seine Reisen durch Europa und Amerika (1816–1822).
- 16 Pietro martire d'Anghiera, Mondo Nuovo (De Orbo Novo). Libri tradotti e collegati. A cura di Temistocle Celotti. (1930)

Petrus Martyr von Anghiera, De Orbo Novo (Neue Welt).
- 17 Viaggio del beato Odorico da Pordenone. A cura di Giorgio Pullé. 1931.

Reise des Odorich von Portenau.
- 18 Viaggi africani di Pellegrino Matteucci. A cura di Cesare Cesari. Con prefazione di Luigi Federzoni. 1932.

Afrikanische Reisen von Pellegrino Matteucci.
- 19 Caselli Carlo: Alessandro Malaspina e la sua Spedizione scientifica intorno al Mondo. Con documenti inediti. 1929.

Caselli Carlo: Alessandro Malaspina und seine wissenschaftliche Expedition um die Welt.
- 20 Traversi Leopoldo: Let-Marefià. Prima stazione geografica italiana nello Scioa e le nostre relazioni con l'Etiopia (1876-1896). Con pagine introduttive di Nicola Vacchelli e di Raimondo Franchetti. 1931.

Traversi Leopoldo: Let Marefià. Erste italienische geografische Station in Scioa und unsere Beziehungen zu Äthiopien (1876-1896).
- 21 Eugenia Ricci: Il Padre Eusebio Chini Esploratore Missionario della California e dell'Arizona. 1930.

Eugenia Ricci: Eusebio Chini, Missionarischer Entdecker von Kalifornien und Arizona